# Intervallo dinamico
Intervallo dinamico (o range dinamico, dall'inglese dynamic range) è il rapporto tra il valore massimo e il valore minimo che una certa grandezza fisica assume in un determinato contesto. È espresso solitamente in dB (per questo lo si associa al concetto di intervallo). In relazione a uno strumento di misura si riferisce al suo campo di misura.
È utilizzato in molti campi, dall'elettronica alla musica, dall'acustica alla fotografia, alla chimica.

## Utilizzi del termine

### Elettronica
È utilizzato in elettronica per gli intervalli di potenza, corrente, tensione o frequenza. 
In un sistema di trasmissione è il rapporto tra la massima intensità di segnale che il sistema può supportare senza saturarsi e il rumore di fondo ed è più frequentemente indicato con la sigla SNR.

### Acustica
In acustica è la differenza in dB tra il massimo volume che può sostenere il componente senza distorcere le onde e il rumore di fondo che esso produce (senza considerare il rumore in input).

### Musica
In uno strumento musicale, è l'intervallo tra il volume massimo di suono prodotto e la minima intensità dello stesso.

### Chimica
È un concetto che trova largo impiego in chimica, soprattutto in chimica analitica. È l’intervallo di validità della dipendenza funzionale del segnale dalla concentrazione.

### Fotografia
I fotografi usano il termine "gamma dinamica" intendendo:
1) La gamma di luminanza di una scena da fotografare.
2) I limiti del campo di luminanza che una determinata macchina fotografica digitale o a pellicola può catturare.
3) La gamma di opacità delle immagini dei film sviluppati.
4) Il "campo di riflessione" di immagini su carte fotografiche.
La gamma dinamica dei sensori utilizzati nella fotografia digitale (14 stop) è per ora (2015) inferiore a quella dell'occhio umano (24 stop) e generalmente non così ampia come quella dei mezzi chimici fotografici (18 stop).
Nel dominio delle immagini digitali, gli algoritmi sono stati sviluppati per mappare l'immagine differente in ombra e nelle luci per distribuire meglio il campo di illuminazione attraverso l'immagine. Queste tecniche sono note come tono di mappatura locale, e di solito comporta il superamento della gamma dinamica limitata della matrice dei sensori, combinando selettivamente esposizioni multiple della stessa scena per trattenere il dettaglio nelle zone chiare e scure. Lo stesso approccio è stato utilizzato nella fotografia chimica per catturare una vastissima gamma dinamica: una pellicola a tre strati con uno strato sottostante ad 1/100 della sensibilità del successivo più elevato è, ad esempio, utilizzata per registrare test-nucleari.
La più grave limitazione della gamma dinamica in fotografia non può comportare la codifica, ma piuttosto la riproduzione, per esempio, una stampa su carta o sullo schermo del computer. In tal caso, non solo la mappatura del tono locale, ma anche la regolazione della gamma dinamica può essere efficace a rivelare il dettaglio in tutte le zone chiare e scure: il principio è lo stesso di quello dello "scherma e brucia" (utilizzando diversi tempi delle esposizioni in aree differenti, quando si effettua una stampa fotografica) in camera oscura chimica.
Questo principio è analogo al controllo automatico del livello audio, che serve a mantenere il volume costante di un segnale acustico in un ambiente di ascolto rumoroso, per evitare livelli di picco che sovraccarichino l'apparecchiatura di riproduzione, o che diventino innaturali o fastidiosi.
I filtri di densità neutri graduati sono usati per ridurre il campo dinamico di luminanza della scena che può essere catturato su pellicola fotografica (o sul sensore di una fotocamera digitale): Il filtro è posizionato di fronte alla lente al momento dell'esposizione; la metà superiore è scura e la metà inferiore è chiara e l'area scura viene posta sopra in regione dell'alta intensità di una scena, come il cielo. Il risultato rende un maggiore dettaglio nelle ombre e nelle aree di scarsa illuminazione. Questo non aumenta la gamma dinamica fissa disponibile presso la pellicola o il sensore, ma si estende la gamma dinamica utilizzabile nella pratica.